# عيشانيون
عيشانيون أو عيسانيون هم سلالة كردية حكمت بين العامين 912-961 ميلادي والموافق بين العامين 300-350 للهجرة في أجزاء من كردستان (غرب إيران) ومناطق مثل ديناور، همدان، سامغان، شهرزور وبعض أجزاء أذربيجان.

## حكامهم
من بين أفضل حكامهم المعروفين وانداد، غانم وديسم (أبو سليم ديسم).
استمر حكم العيشانيون لنحو 50 عاما حيث كانوا ينتمون إلى الأكراد البارزيكانيين، ثم خلفهم في حكمهم بعد ذلك الحسنويون.

## التسمية
سمي العيشانيون بهذا الاسم نسبة إلى أحمد عيشاني. وكان معقل السلالة في قلعة كازان ، ربما في المكان الذي يقع الآن بالقرب من سربل ذهاب.